# Kun Attila (labdarúgó)
Kun Attila (Kun II.) (Nagyvárad, 1949. március 9. –) magyar nemzetiségű, román válogatott labdarúgó, csatár.

## Pályafutása

### Klubcsapatban
1966-ban a nagyváradi Crişul Oradea csapatában kezdte élvonalbeli labdarúgó pályáját. Ebben az időben a bátyja (József) is a csapatban futballozott mint Kun I., innen a Kun II. elnevezés. 

1970-ben került az UTA Arad-hoz, ahol 1974-ig játszott.

1974-ben visszatért a Crisul Oradea-hoz, ahol 1983-ig játszott. Itt fejezte be aktív labdarúgó pályafutását.

1985-ben kivándorolt Németországba. 1995-ben megszerezte futballedző engedélyét a Kölni Német Sportfőiskolán. Elsősorban ifjúsági csapatokkal foglalkozik.

### A román válogatottban
1972 és 1976 között 17 alkalommal szerepelt a román válogatottban és 3 gólt szerzett.

## Sikerei, díjai
- Román bajnokság
  - 140 meccset játszott első osztályban
  - 182 meccset játszott második osztályban
  - 108 gólt szerzett

## Statisztika

### Mérkőzései a román válogatottban
| #   | Dátum      | Helyszín     | Ellenfél      | Eredmény | Kiírás       | Esemény |
| --- | ---------- | ------------ | ------------- | -------- | ------------ | ------- |
| 1.  | 1972-01-30 | Rabat        | Marokkó       | 2 - 4    | barátságos   | 10'     |
| 2.  | 1972-04-23 | Bukarest     | Peru          | 2 - 2    | barátságos   |         |
| 3.  | 1972-06-17 | Bukarest     | Olaszország   | 3 - 3    | barátságos   |         |
| 4.  | 1974-03-23 | Párizs       | Franciaország | 1 - 0    | barátságos   |         |
| 5.  | 1974-04-17 | São Paulo    | Brazilia      | 2 - 0    | barátságos   |         |
| 6.  | 1974-04-22 | Buenos Aires | Argentina     | 2 - 1    | barátságos   | 35'     |
| 7.  | 1974-05-29 | Bukarest     | Görögország   | 3 - 1    | Balkán-kupa  |         |
| 8.  | 1974-09-25 | Szófia       | Bulgária      | 0 - 0    | barátságos   |         |
| 9.  | 1974-06-05 | Rotterdam    | Hollandia     | 0 - 0    | barátságos   |         |
| 10. | 1974-10-13 | Koppenhága   | Dánia         | 0 - 0    | Eb-selejtező |         |
| 11. | 1974-12-04 | Tel-Aviv     | Izrael        | 0 - 1    | barátságos   |         |
| 12. | 1975-03-19 | Isztambul    | Törökország   | 1 - 1    | barátságos   |         |
| 13. | 1975-03-31 | Prága        | Csehszlovákia | 1 - 1    | barátságos   | 76'     |
| 14. | 1975-04-17 | Madrid       | Spanyolország | 1 - 1    | Eb-selejtező |         |
| 15. | 1975-05-11 | Bukarest     | Dánia         | 6 - 1    | Eb-selejtező |         |
| 16. | 1975-06-01 | Bukarest     | Skócia        | 1 - 1    | Eb-selejtező |         |
| 17. | 1976-11-29 | Bukarest     | Bulgária      | 3 - 2    | Balkán-kupa  |         |

Magyarázat: A felsorolt válogatott labdarúgó-mérkőzések eredményei mindig a labdarúgó (csapat) szempontjából értendők. A zöld háttér győztes, a halványpiros háttér vesztes, míg a sárga háttér döntetlennel zárult mérkőzést jelent. A fehér hátterű mérkőzések nem számítanak hivatalos felnőtt válogatott labdarúgó-mérkőzésnek.

Rövidítések: Eb – labdarúgó-Európa-bajnokság, vb – labdarúgó-világbajnokság, h. u. – hosszabbítás után.